# Edoardo Longarini
Edoardo Longarini (Tolentino, 5 settembre 1931 – Roma, 1º settembre 2020) è stato un imprenditore e dirigente sportivo italiano.
Dopo le esperienze di costruttore edile ed editore, è stato patron delle squadre di calcio dell'Ancona, della Lodigiani e della Ternana.

## Biografia
Originario di Tolentino, in provincia di Macerata, dopo essersi diplomato in ragioneria, iniziò l'attività di imprenditore. È stato commerciante di olii per autoveicoli e segretario della Democrazia Cristiana di Falconara.
Legato ad Arnaldo Forlani e al ministro per i Lavori pubblici Giovanni Prandini, negli anni settanta fondò la Adriatica Costruzioni, società scelta dal Ministero dei Lavori pubblici per le opere di ricostruzione postbellica di Macerata, Civitanova ed Ariano Irpino, cui si aggiunse successivamente anche la ricostruzione di Ancona. I lavori non vennero però mai affidati, dando il via ad una battaglia legale.
Oltre al settore delle costruzioni, Longarini si interessò anche al mondo dell'editoria; fu editore di un gruppo di "gazzette" nelle regioni Marche, Umbria e Toscana. All'interno del mondo del calcio, assunse il controllo dell'Ancona, guidando la squadra per la prima volta in Serie A e alla finale della Coppa Italia. Nella stessa città furono di sua proprietà anche una stazione radio-televisiva (Galassia Tv) ed un cantiere navale ad Ancona.
Dal 1999 al 2003 fu proprietario della Lodigiani, terzo storico club calcistico di Roma, e del Centro Sportivo La Borghesiana, dove nel 2013 fondò il club di calcio giovanile Borghesiana Soccer Academy. 
Nel 2005 rilevò poi le quote della Ternana, il cui 43% venne da lui ceduto il 20 luglio 2017 all'Università Niccolò Cusano;  la composizione societaria del pacchetto azionario della società calcistica vide quindi la dichiarata fallita Sviluppo Editoriale S.r.l. di proprietà dello stesso Longarini al 57,26% (azioni inizialmente sottoposte a sequestro giudiziario per il fallimento della Sviluppo Editoriale, poi revocato) ed Esperia Servizi Fiduciari al 49% Il 15 novembre 2017 fu poi annunciato il passaggio definitivo di tutte le quote societarie al gruppo Unicusano.
È deceduto a Roma, nella sua abitazione ai Parioli, il 1º settembre 2020, all'età di 88 anni.

## Procedimenti giudiziari
Con l'avvento di Tangentopoli, Longarini fu coinvolto in numerose inchieste, che si conclusero con una condanna in primo grado a 10 anni per truffa aggravata ai danni dello Stato. Egli sontò solo due anni e nel 1997 la pena fu ridotta in appello a 3 anni e otto mesi, riduzione poi stata annullata dalla Cassazione per «insormontabili carenze e contraddizioni». Il processo fu poi trasferito a Perugia, ove Longarini, al 2012, risultava essere ancora in attesa di giudizio definitivo.
Longarini fu inoltre protagonista di una controversia legale contro lo Stato italiano, durata oltre 25 anni, per la mancata realizzazione (dopo l'affidamento in concessione) delle opere pubbliche relative al piano di ricostruzione di Ancona, Macerata ed Ariano Irpino. Nel 2011, dopo alcune sentenze della Corte di Appello di Roma e l'avvio di arbitrati concordati, fu liquidata allo stesso la somma di 250 milioni di euro per i lavori di Macerata e Ariano Irpino. Al 2017 il procedimento risultava essere ancora in corso per quanto riguarda i lavori nella città di Ancona in quanto lo stesso Longarini presentò istanze di sequestro per 1,9 milioni di euro nei confronti di diverse istituzioni. In precedenza, a luglio 2016, Longarini versò al Comune di Ancona 9 milioni di euro per il mancato compimento dei lavori, dichiarando che a suo giudizio tali lavori non vennero completati per sua volontà.